# Karl Philipp von Pollitz
Karl Philipp von Pollitz (* 9. Januar 1733 in den Niederlanden; † 27. April 1805 in Czenstochau) war ein preußischer Generalleutnant, Führer eines Freibataillons, Chef des Füselierbataillons Nr. 14 und zuletzt Kommandant von Czenstochau.

## Leben

### Herkunft
Sein Vater war Karl Philipp von Pollitz, holländischer Hauptmann im Infanterie-Regiment „Graf von Rechteren“.

### Militärkarriere
Pollitz ging 1749 in holländische Dienste und kam in das Infanterie-Regiment „Jung Stollberg“. Zu Beginn des Siebenjährigen Krieges am 20. Dezember 1756 ging er in preußische Dienste und kam als Premierleutnant in das Freikorps „d'Angelelli“, das gerade in Magdeburg aufgestellt wurde. Zwischen 1757 und 1760 nahm Pollitz an der Belagerung von Prag und an den Schlachten von Breslau, Leuthen und Hochkirch teil. In der Schlacht bei Landeshut kam er in österreichische Gefangenschaft. In dieser Zeit wurde er am 10. Januar 1758 Stabskapitän sowie am 17. Juni 1759 Kapitän und Kompaniechef.
Nach dem Krieg wurde Pollitz nicht entlassen, sondern kam als Kompaniechef in das Garnisonsregiment Nr. 5 versetzt. Am 23. Februar 1778 erhielt er eine Anfrage des Königs, ein Freibataillons aufzustellen. Am 27. März 1778 wurde ihm der Auftrag erteilt, ein Freibataillon in Kalbe zu errichten, dazu erhielt er zehn Taler Werbegeld pro Mann. Am 21. April 1778 wurde er zum Oberstleutnant und Chef des Freibataillons ernannt. Im folgenden Bayerischen Erbfolgekrieg diente Pollitz bei der Armee des Prinzen Heinrich. Nach dem Krieg wurde das Bataillon am 27. Juni 1779 aufgelöst, Pollitz kam mit einem Gehalt von 572 Talern zu den Offizieren à la suite der Armee. Es dauerte bis zum 1. August 1786, als er als Kommandant in das leichte Infanterieregiment „Chaumontet“ versetzt wurde. Nach der Auflösung folgte seine Versetzung in das Füselierbataillon Nr. 14. Anschließend am 1. Juni 1787 wurde Pollitz Chef des Bataillons. Am 1. Juni 1788 wurde er zum Oberst befördert, dazu erhielt er am 23. August 1791 bei der Revue in Schalkau (Schlesien) den Orden Pour le Mérite. Am 7. Januar 1793 wurde er dann zum Generalmajor befördert, später am 20. März 1794 wurde er zum Brigadier der westpreußischen Füsilierbrigade ernannt. Damit nahm er 1794 am Feldzug in Polen teil. Am 26. August 1794 erhielt er den Roten Adlerorden und im September 1794 deckte er die Weichsel und die Pilica vor Warschau . Am 22. April 1795 erhielt er die Genehmigung einstweilen die Uniform der Offiziere der Armee zu tragen. 
Im Juni 1797 besichtigte König Friedrich Wilhelm II. die Truppen des Generals von Pollitz und zeigte sich beeindruckt vom Leistungsstand. Am 12. September 1797 wurde er dann Brigadier der 2. Warschauer Füsilierbrigade, wofür er ab dem 1. Oktober 1797 ein Gehalt von 2100 Talern erhielt. Am 30. Mai 1798 wurde er noch zum Generalleutnant ernannt. Auch König Friedrich Wilhelm III. wollte ihn halten und so wurde er am 19. Oktober 1800 als Kommandant nach Czenstochau versetzt, dafür erhielt er jetzt ein Gehalt von 1800 Talern. Am 15. November 1800 bekommt er dann die Genehmigung die neue Armeeuniform zu tragen. Er starb in dieser Position am 27. April 1805 in Czenstochau.

### Familie
Pollitz war seit 1763 mit Katharine Elisabeth Köhler (* 2. Mai 1739; † 18. Dezember 1803) verheiratet. 1788 wurde er von Friedrich Wilhelm II. zum Obervormund der Familie des verstorbenen Generals Chaumontet bestimmt.